# Chris Kinard

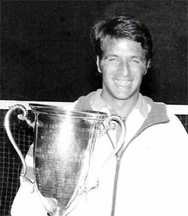
Chris Kinard

John Christopher „Chris“ Kinard (* 8. November 1950 in Pasadena) ist ein ehemaliger US-amerikanischer Badmintonspieler. Utami Dewi ist seine Ehefrau.

## Karriere
Chris Kinard gewann die US-Meisterschaften sechs Mal. Er gewann zwei Titel bei den South Africa International, drei bei den Peru International und einen bei den Mexico International. Bei der WM 1980 scheiterte er im Achtelfinale. Er repräsentierte die USA des Weiteren in Kanada, Dänemark, England, Deutschland, Indonesien, Irland, Japan, Singapur, Schweden, Taiwan und  Thailand. 2003 wurde er in den USA Badminton Walk of Fame aufgenommen.

## Sportliche Erfolge
| Wettkampf                         | Disziplin    | Jahr                               | Resultat |
| --------------------------------- | ------------ | ---------------------------------- | -------- |
| USA-Meisterschaft                 | Herreneinzel | 1972, 1974, 1976, 1977, 1979, 1981 | Sieger   |
| South Africa International        | Herreneinzel | 1980                               | Sieger   |
| South Africa International        | Herrendoppel | 1971                               | Sieger   |
| Peru International                | Herreneinzel | 1976                               | Sieger   |
| Peru International                | Herrendoppel | 1976                               | Sieger   |
| Peru International                | Mixed        | 1974                               | Sieger   |
| Mexico International              | Mixed        | 1979                               | Sieger   |
| NCAA Intercollegiate Championship | Herreneinzel | 1977                               | Sieger   |
| NCAA Intercollegiate Championship | Herrendoppel | 1977                               | Sieger   |
| NCAA Intercollegiate Championship | Team         | 1977                               | Sieger   |